# Santa Cruz Hidalgo
Santa Cruz Hidalgo är en ort i Mexiko.   Den ligger i kommunen Misantla och delstaten Veracruz, i den sydöstra delen av landet, 240 km öster om huvudstaden Mexico City. Santa Cruz Hidalgo ligger 110 meter över havet och antalet invånare är 5 802.
Terrängen runt Santa Cruz Hidalgo är huvudsakligen kuperad, men den allra närmaste omgivningen är platt. Santa Cruz Hidalgo ligger nere i en dal. Runt Santa Cruz Hidalgo är det ganska tätbefolkat, med 134 invånare per kvadratkilometer. Närmaste större samhälle är Misantla, 5,0 km sydost om Santa Cruz Hidalgo. Omgivningarna runt Santa Cruz Hidalgo är en mosaik av jordbruksmark och naturlig växtlighet.